# (5378) Ellyett
(5378) Ellyett es un asteroide que forma parte del cinturón interior de asteroides, descubierto el 9 de abril de 1991 por Robert H. McNaught desde el Observatorio de Siding Spring, Nueva Gales del Sur, Australia.

## Designación y nombre
Designado provisionalmente como 1991 GD. Fue nombrado Ellyett en honor a Clifton Darfield Ellyett, pionero de la investigación de meteoros radar en Nueva Zelanda. Después de tomar su doctorado en Jodrell Bank a finales de la década de 1940, regresó a su país natal y comenzó un programa de investigación en meteoros de radar en lo que ahora es la Universidad de Canterbury. A principios de la década de 1960, llevó a cabo con Colin Keay el importante seguimiento de meteoros del hemisferio sur cerca de Christchurch. En 1965, dejó el cargo de profesor de física en la Universidad de Newcastle (N.S.W.), comenzando en la misma universidad un nuevo grupo de investigación en ciencias de la atmósfera.

## Características orbitales
Ellyett está situado a una distancia media del Sol de 1,934 ua, pudiendo alejarse hasta 2,093 ua y acercarse hasta 1,774 ua. Su excentricidad es 0,082 y la inclinación orbital 19,11 grados. Emplea 982,430 días en completar una órbita alrededor del Sol.

## Características físicas
La magnitud absoluta de Ellyett es 13,8. Tiene 2,957 km de diámetro y su albedo se estima en 0,499. 